# Equidna (mitologia)
Equidna (em grego: Ἔχιδνα; romaniz.: víbora), era uma criatura da mitologia grega, gigante, como um titã, com tronco de uma bela mulher (ou ninfa) e cauda de serpente em lugar dos membros. Por isso, era a única capaz de se unir com o horrendo Tifão. Vivia numa caverna no Peloponeso ou na Síria.
As tradições divergem bastante quanto à sua origem. Segundo Hesíodo era filha de Fórcis e Ceto, e portanto neta de Ponto e Gaia. Em outras versões seria descendente de Tártaro e Gaia.
Nas versões mais conhecidas, Equidna, em função da própria monstruosidade, casou-se com o horrendo gigante Tifão, tornando-se a "mãe de todos os monstros".
Seus filhos com Tifão foram:
- Cérbero, o cão de três cabeças, que guardava o Hades
- Ortros, o cão de guarda de Gerião, de duas cabeças
- a Hidra de Lerna
- a Quimera, morta por Belerofonte
- o Dragão da Cólquida, que guardava o velo de ouro
- Cila, monstro da lenda de Odisseu também é considerada por Higino como sua filha com Tifão

Segundo uma lenda do Ponto Euxino ela se uniu a Héracles numa passagem do herói pela Cítia, concebendo desta união:
- Agatirso[24]
- Gélão I[24]
- Cites, que deu origem aos Citas[24]

A descendência de Equidna ainda incluía:
- o Ladão que guardava o  jardim das Hespérides[12][13]
- Ethon, a águia que comia o fígado de Prometeu

Equidna, assim como suas crias, possuía uma natureza terrível e adorava devorar viajantes inocentes. Veio finalmente a ser morta por Argos Panoptes, o monstro de cem olhos, que a surpreendeu adormecida.